# Røssvatnet
Røssvatnet è un lago della contea di Nordland, in Norvegia. Con la sua superficie di 318,61 km² è il secondo lago norvegese per dimensioni.